# Discovery Channel (велокоманда)
Discovery Channel Pro Cycling Team (Discovery Channel; UCI код: DSC) — американская профессиональная шоссейная велокоманда, существовавшая под различными названиями с 1988 по 2007 годы.
Гонщики команды 8 раз выигрывали престижнейшую велогонку Тур де Франс — рекордные семь раз это сделал один велогонщик — американец Лэнс Армстронг (1999—2005) и одна победа у Альберто Контадора (2007), позже все победы Армстронга были аннулированы за применение допинга.
Одна победа команды была в велогонке Вуэльта в 2003 году — Роберто Эрас.